# Canadian Tire
Canadian Tire Corporation, Limited – jedna z największych kanadyjskich sieci handlu detalicznego, oferująca przedmioty gospodarstwa domowego, narzędzia, akcesoria samochodowe, a także usługi naprawcze oraz finansowe. Zarazem największa niezależna sieć stacji paliw w Kanadzie.
Canadian Tire to nieomal narodowy symbol zakupów. Na 10 dorosłych Kanadyjczyków, aż 9 zagląda do sklepu przynajmniej 2 razy w roku. Co najmniej 40% Kanadyjczyków robi w nim zakupy co tydzień. Gęsta sieć sklepów sprawia, że statystycznie aż 85% mieszkańców Kanady mieszka od sklepu nie dalej niż 15 minut jazdy samochodem.
Mimo iż zaczynali od sprzedaży opon, dzisiaj handlują prawie wszystkim. Znani są z niedrogich towarów, familijnego podejścia do klienta, z innowacyjnych form reklamy i własnej waluty, której kurs wobec dolara wynosi 1:1.
W ciągu ostatnich 5 lat żadne z wielkich przedsiębiorstw sprzedaży detalicznej w Ameryce nie przynosiło akcjonariuszom tak wysokich dywidend jak Canadian Tire, przy zwrocie całkowitym na poziomie nawet 286%.

## Historia
Założycielami firmy byli dwaj bracia z Toronto – William i Alfred Billes. Alfred od 16 roku życia pracował jako urzędnik w jednej z filii Dominion Bank (dzisiaj TD Bank).
Był rok 1922, pomiędzy wojną światową a okresem Wielkiego Kryzysu przyszłość dla biznesu wyglądała świetliście. Błyskawicznie rozwijał się przemysł, handel i drobna wytwórczość. W Toronto dr Banting już leczył insuliną, kanadyjski rząd coraz silniej akcentował swą niezależność polityczną od Korony, a po drogach Toronto jeździło ok. 40 tysięcy aut, więc Alfred Billes trafnie zauważył, że „automobile często się psują” – grzechem byłoby nie zainwestować oszczędności w tę sposobność.
Alfred z pomocą 1800 zaoszczędzonych dolarów i brata Williama, wykupił w centrum Toronto firmę Hamilton Tire & Garage, trochę sklep z oponami, a trochę warsztat. Bracia zebrali w nim części zamienne do dwóch najpopularniejszych marek na drogach, dodali akumulatory i niezamarzający płyn do szyb według własnej receptury. Sporą część dochodów uzyskali z wynajmu miejsc garażowych, ponieważ w tamtych czasach garaż musiał być ogrzewany, jeśli samochód miał zapalić o mroźnym poranku.
W 7 lat później firma oficjalnie korporowała się pod nazwą Canadian Tire Corporation, a sklep zyskiwał klientelę nawet z odległej prowincji. Czasem pisano z daleka z prośbą o przysyłanie części. Stąd zrodziła się potrzeba wydania katalogu wysyłkowego. Pierwszy ukazał się w 1928, zawierając opisy i ceny opon, a na okładce mapę drogową prowincji. Dzisiejszy katalog, drukowany w 2 językach dostarczany jest do 9 mln domostw.
Kiedy przyszedł krach na giełdzie w 1929 i świat pogrążał się w depresji, firma Billesów kwitła. W tym czasie było już milion aut w Kanadzie i ich kierowcy raczej nie myśleli o kupnie nowych modeli, za wszelką cenę reperując stare. Zawsze potrzeba było części.
Rok 1934 przynosi otwarcie pierwszej filii Canadian Tire – w Hamilton. Zadziałała jak katalizator dla rozwoju następnych oddziałów. Dzisiaj jest ich już 460, jak Kanada długa i szeroka (największy w Kingston, Ontario), a akcje Canadian Tire należą do najbardziej popularnych na torontońskiej giełdzie.
Bracia Billes już nie żyją. William zmarł niespodziewanie w 1956 w wyniku komplikacji po anemii złośliwej wywołanej niedoborem witaminy D. Swoje udziały w firmie przeznaczył ostatnią wolą 23 różnym organizacjom charytatywnym. Alfred Billes zmarł nieomal 40 lat później, w 1995. Podobnie jak brat został umieszczony w Kanadyjskim Biznesowym Panteonie Sławy. Podwójna struktura akcjonariatu umożliwia prawo głosu (a więc i kontrolę nad Canadian Tire) nawet relatywnie małej liczbie akcji klasy A. W 1997 córka Alfreda, Martha Billes, wykupiła udziały swojego rodzeństwa i obecnie posiada w firmie ojca kontrolny pakiet akcji.

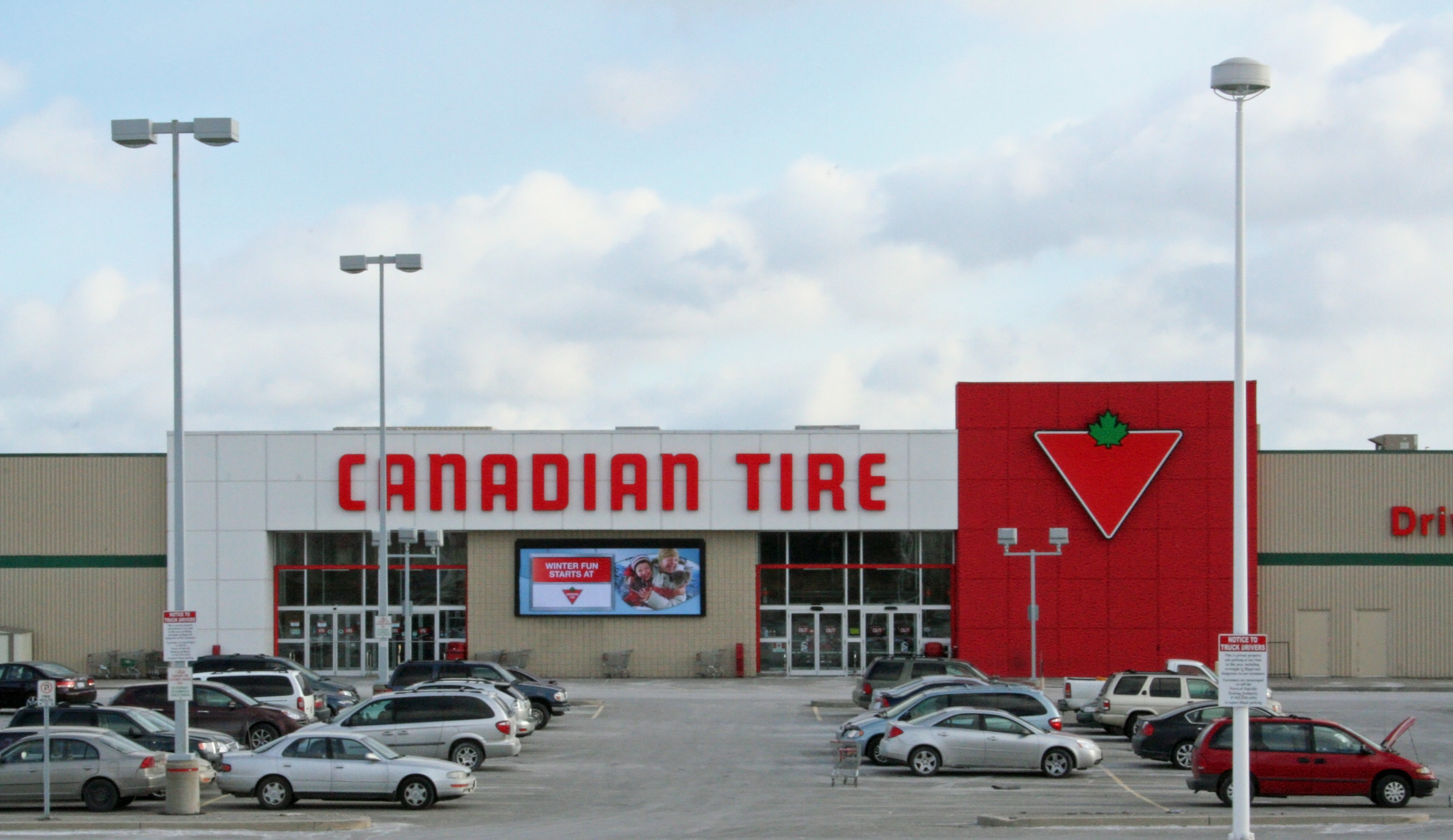
Typowy sklep Canadian Tire

## Struktura sieci
Canadian Tire to jedno z 35 największych kanadyjskich przedsiębiorstw handlowych. Składa się nie popularna sieć sklepów ze „wszystkim prócz ciepłego jedzenia”, a także skomplikowana struktura połączonych systemów zajmujących się handlem detalicznym, usługami finansowymi oraz dystrybucją paliw.
Podstawowe składowe owej struktury to:
- Canadian Tire Retail. Odpowiada za sprzedaż w 485 sklepach sieci najprzeróżniejszych towarów gospodarstwa domowego, narzędzi, akcesoriów samochodowych, artykułów sportowych i turystycznych, ogrodniczych, elektronicznych itd. Asortyment przeogromny, ceny umiarkowane, a polityka reklamacyjna wygodna dla klienta. Każdym pojedynczym sklepem sieci zarządza na zasadzie franczyzy oddzielny, samodzielny współwłaściciel, określany jako Associate Dealer. Budynki, ziemia i logo są własnością korporacji, ale wszystko co pod dachem, od półek po towary – jest własnością konkretnych dealerów.

- Canadian Tire Petroleum. Największa z niezależnych sieci stacji paliw w Kanadzie. Założona w 1958, dziś dysponuje 273 stacjami i 73 myjniami Simoniz i wieloma stacjami obsługi. Canadian Tire był pierwszym na świecie „sklepem żelaznym”, jaki rozpoczął sprzedawanie paliwa swoim zmotoryzowanym klientom. Pomysł szybko podpatrzyli i zastosowali inni: Walmart, Home Depot czy Safeway. Obecnie CTP otwiera przy stacjach paliwowych nowego typu mini-sklepiki o nazwie „Q” z artykułami spożywczymi i pierwszej potrzeby.

- Canadian Tire Financial Services. Kredytowe ramię Canadian Tire. Wydzielona instytucja finansowa wypełniająca tzw. czynności bankowe sensu largo: pożyczki personalne, linie kredytowe, ubezpieczenia, a przede wszystkim obsługę własnej karty kredytowej Canadian Tire Options MasterCard. Jesienią 2006 w Waterloo (Ontario) i oraz w Calgary (Alberta) wystartował projekt pilotujący, oferujący klientom znacznie więcej tradycyjnych usług bankowych. W Canadian Tire już teraz można otwierać konta oszczędnościowe, wykupywać certyfikaty oszczędnościowe lub uzyskiwać pożyczki hipoteczne wprost od banku Canadian Tire Financial Services.

- Ponadto firma jest w posiadaniu 87 hurtowni części samochodowych PartSource, jak również 378 sklepów Mark’s Work Wearhouse (włącznie z quebeckim odpowiednikiem L’Equipeur), które dawniej specjalizowały się w odzieży roboczej, a dzisiaj w każdej.

- W maju 2011 Canadian Tire wykupił największą w kraju sieć sklepów z artykułami sportowymi – Sport Chek. A dokładniej: grupę udziałowców Forzani Group, do której należały także mniejsze sieci: Athletes World, Nevada Bob’s Golf czy Hockey Experts. W sumie około 500 sklepów zostało odkupione za 771 mln dol.

## Walka o klienta
Zdecydowana większość sklepów Canadian Tire oferuje towary w trzech głównych, wyraźnie określonych grupach:
- akcesoria i usługi samochodowe,

- artykuły sportowe i turystyczne,

- artykuły gospodarstwa domowego.

Po 2002 w sieci Canadian Tire następują widoczne zmiany wystroju i takiego rozmieszczenia towarów, aby jak najłatwiej było wśród nich manewrować. Kubaturę większości sklepów powiększono o dodatkowe 20 procent. Na stronach internetowych CT można dokonywać zakupów i zamawiać ich dostarczenie do domu poprzez pocztę lub kuriera. W odróżnieniu od zysków ze sprzedaży bezpośredniej w sklepie, zysk uzyskany przez internet lub telefon zasila wyłącznie konto korporacji.
Niektóre marki handlowe są zastrzeżone wyłącznie dla sieci CT. Wśród nich znajdziemy m.in. rowery SuperCycle, narzędzia Mastercraft czy artykuły motoryzacyjne Motomaster.
Próby podbicia rynku amerykańskiego podejmowano dwukrotnie. Najpierw w latach 80. poprzez przejęcie skoncentrowanej głównie w Teksasie sieci White Auto Store, a później przez wykupienie sieci Auto Source z planem otwarcia 120 sklepów na środkowym zachodzie USA. Inwazja, choć pochłonęła setki milionów dolarów – nie powiodła się.

## Promocje i innowacje
- Jeszcze w 1937 roku główny sklep w Toronto wprowadził innowację, która zachwycała pokolenia klientów: ekspedienci – aby jak najszybciej skompletować zamówienie – jeździli wśród półek na wrotkach.

- Canadian Tire nie żałuje pieniędzy na marketing. Najwięcej kosztuje intensywna reklama TV, zawsze w wymiarze ogólnokrajowym. Kampania reklamowa ustawicznie kładzie nacisk na unikatowy związek, jaki firma wykształciła ze swoimi klientami, podkreślając ponadczasowe wartości takich pojęć, jak rodzina, etos pracy, marzenia i ich realizacja. Szczególnie lubiane reklamy powstają w okresie świąt bożonarodzeniowych, kiedy pojawiają się dyskusje pomiędzy Świętym Mikołajem a Ebenezerem Scrooge’em na temat atrakcyjności cen. Z nich zrodził się slogan „Rozdawaj jak Santa, oszczędzaj jak Scrooge” (albo np. „Cena zatwierdzona przez Scrooge’a”). Kanadyjska poczta wydała w 75. rocznicę powstania firmy pamiątkowy znaczek przedstawiający chłopca otrzymującego w prezencie od ojca swój pierwszy rower, kupiony oczywiście w Canadian Tire.

- Firma angażuje się chętnie w programy charytatywne. Ma własną fundację, która zebrała 20 mln dol. na rzecz najbiedniejszych rodzin. Powołała program JumpStart, którego celem jest umożliwienie najbiedniejszym dzieciom dostępu do różnych form wakacji i odbudowy poczucia własnej wartości. Skorzystało z niego 55 tysięcy dzieci w całej Kanadzie.

- Od 2010 Canadian Tire wyraźnie przyjęło strategię walki o młodego konsumenta. Partycypowało jako sponsor w Igrzyskach Olimpijskich Vancouver i w wyścigach NASCAR. Zmieniło swój slogan na bardziej agresywne “Bring it On” i podpisało kontrakt z hokeistą Jonathanem Toewsem z Chicago Blackhawks, który zgodził się zostać rzecznikiem nowo powołanej szkoły hokeja na lodzie.

## Własna waluta
Tym, co najbardziej wyróżnia Canadian Tire spośród innych sklepów w Kanadzie jest wydawanie własnych środków płatniczych, nazywanych Canadian Tire money. Są nieco mniejsze od legalnych banknotów w obiegu, ale je przypominają i mają taką sama wartość w sklepach CT jak gotówka czy czek. Mało tego, niektóre biznesy przyjmują płatności w formie pieniędzy CT, pod warunkiem, że ich właściciele robią zakupy w CT. Sztuczne pieniądze akceptują również niektórzy kanadyjscy sprzedawcy internetowego domu aukcyjnego eBay. Jednak fiskus ostrzega, że wymiana handlowa z użyciem kuponów CT poza sklepami CT może zakończyć się grzywną.
Na pomysł własnej gotówki wpadła żona Alfreda Billesa, Muriel, której do głowy by nie przyszło, że będzie wynalazczynią najbardziej skutecznego programu lojalnościowego w historii kanadyjskiego handlu. Wprowadzone w latach 50. niskonominałowe kupony (początkowo tylko na paliwo) stały się tak popularne, że z czasem przełożono je na cały asortyment towarów.
Zastępczy środek płatniczy zrobił oszałamiającą karierę. W sklepach wydaje się go wraz z resztą jako kredyt w wysokości 1,5% zrobionych zakupów przed podatkiem, pod warunkiem, że kupujący płaci gotówką lub kartą debetową. Klienci płacący za swoje zakupy kartą kredytową Canadian Tire’s Options Mastercard również otrzymują dodatkowe 20% w walucie CT, ale w formie elektronicznej, na karcie. Wielu klientów uważa, że jest to najskuteczniejsza metoda oszczędnościowa na zakupach.
Własne pieniądze na trwałe wpisały się w świadomość kulturową Kanadyjczyków. Wypuszczono 21 serii, które różnią się wzorami, kolorem i autoryzowanymi podpisami. Robiono je z tego samego papieru i w tych samych mennicach, co kanadyjskie dolary. Kupony wyglądały jak pieniądze, więc ludzie niechętnie je wyrzucali. Niektóre starsze egzemplarze mają dziś ustaloną wartość numizmatyczną. Wbrew powszechnemu przekonaniu wizerunek na banknotach nie przedstawia pierwszego premiera Kanady Macdonalda, ale fikcyjną postać Szkota nazwanego Sandy McTire.
W połowie lat 90. w Niemczech aresztowano człowieka z fałszywymi kuponami o łącznej wartości 11 mln zanim zdążył w Kanadzie zamienić je na towar. Dzisiejsze banknoty CT drukowane są z uwzględnieniem najnowszych technologii uniemożliwiających podrabianie, jak np. wypukłe liternictwo, niekopiowalne gwasze i znaki wodne.
Niezwykły przypadek odnotowano w 2005 w Moncton w Nowym Brunszwiku, gdzie kilku różnym klientom banku CIBC bankomat wypłacił zamiast prawdziwej gotówki 11 banknotów Canadian Tire. Bank natychmiast dokonał wymiany w drugą stronę.